# Hofmark Zangberg

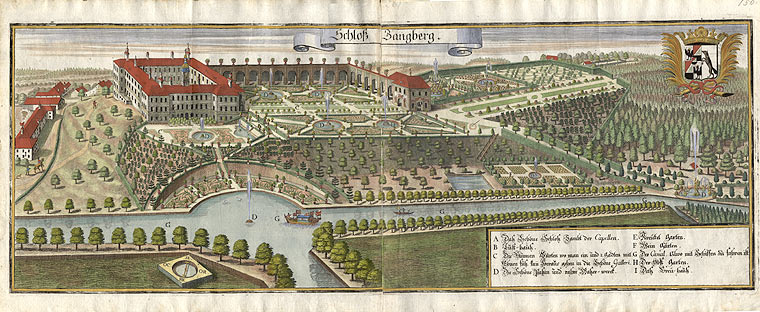
Schloss Zangberg von Michael Wening (um 1700)

Die Hofmark Zangberg war eine offene Hofmark mit Sitz auf Schloss Zangberg in Zangberg, einer Gemeinde im oberbayerischen Landkreis Mühldorf am Inn.

## Geschichte
Eine Burg ist schon um das Jahr 1000 belegt. Um 1285 waren die Harskircher (aus Harskirchen), Ministerialen des Erzstifts Salzburg, im Besitz von Zangberg. Zwischen 1382 und 1393 erhielt Hartprecht der Harskircher für seine geleisteten Dienste von Herzog  Friedrich von Bayern-Landshut die Niedergerichtsbarkeit. Mit Hartprecht, der zuletzt in Zangberg lebte, starben 1416 die Harskircher im Mannesstamm aus. Sein Besitz ging an die Kinder des Heinrich Amranger über. Die Erben traten ihre Rechte 1418 an Herzog Heinrich XVI. von Bayern-Landshut ab. Seitdem verwaltete ein herzoglicher Pfleger die Hofmark. Nach dem Tod Heinrichs im Jahr 1450 gab sein Nachfolger Herzog Ludwig IX. Zangberg mitsamt dem Wappen der Harskirchen an den Pfleger Georg Zangberger und seine Nachkommen. Sie starben 1502/14 aus.
Danach fiel Zangberg an Herzog Georg den Reichen, der es 1503 der Anna Grünbacherin Zangberg verschrieb, solange sie unverheiratet blieb. Diese hatte ihm eine Tochter geboren. Nach Vereinigung der Herzogtümer Landshut und München kam die Hofmark im Jahr 1507 als Lehen an Friedrich von Lidwach zu Dettelsau. Ein Jahr später verzichtete er und die Hofmark fiel an die Söhne des Herzogs. Diese verkauften Zangberg 1514 an die Pfaffinger in Salmanskirchen. Nach deren Aussterben im Jahr 1519 wurde der Besitz zersplittert und kam schließlich an die Dachsberger, die ihn 1658 an den kurfürstlichen Hof- und Kriegsrat Johann Kuttner von Kiniz verkauften. Schon 1663 übernahmen die Freiherren von Neuhaus zu Greiffenfels und Ehrenhaus die Hofmark und bildeten ein Familienfideikommiss. 
Im Jahr 1684 wurde das Schloss von Baumeister Antonio Riva nach einem Brand von Ferdinand Maria Franz Freiherr von Neuhaus als vierflügeliges Schloss um einen Innenhof umgebaut. Die einzige Erbin, Maria Josefa von der Wahl, übernahm 1759 die Hofmark. Sie starb 1807 als Witwe ohne Nachkommen. Franz Graf von Deroy, der das Thronlehen Zangberg 1818 um 380.000 Gulden erworben hatte, errichtete am 3. Juni 1820 das Patrimonialgericht II. Klasse Zangberg mit den Gebieten der ehemaligen Hofmarken Zangberg, Hauzenbergersöll, Binabiburg, Salmanskirchen, Vatersham, Oberbergkirchen und Wurmsham. Das Patrimonialgericht wurde als Folge der Revolution 1848 aufgelöst. 
Im Jahr 1862 verkaufte Carl Theodor Graf Geldern-Egmont, der das Schloss kurz  zuvor von den Grafen von Deroy erworben hatte, die Gebäude an die Schwestern der Heimsuchung Mariä, einen Orden der Salesianerinnen, die dort bis heute das Kloster Zangberg erhalten.

## Das Hofmarksschloss
Schloss Zangberg war Sitz der Hofmark. Ein Kupferstich von Michael Wening (Anfang 18. Jahrhundert) zeigt den eindrucksvollen, auf einer Anhöhe gelegenen Bau und die Parkanlagen. Die künstlerisch bedeutendsten, bis heute weitgehend unverändert erhaltenen Innenräume sind der Fürsten- und der Ahnensaal, in dem gelegentlich Konzerte veranstaltet werden.